# Кустићи
Кустићи су насељено место у саставу града Новаље, на острву Пагу у Личко-сењској жупанији, Република Хрватска.

## Историја
До територијалне реорганизације у Хрватској налазили су се у саставу старе општине Паг.

## Становништво
На попису становништва 2011. године, Кустићи су имали 139 становника.

## Попис1991.
На попису становништва 1991. године, насељено место Кустићи су имали 123 становника, следећег националног састава:
| Попис 1991.‍ | Попис 1991.‍ | Попис 1991.‍ | Попис 1991.‍ | Попис 1991.‍ |
| ----------- | ----------- | ----------- | ----------- | ----------- |
|             |             |             |             |             |
| Хрвати      | Хрвати      |             | 121         | 98,37%      |
| остали      | остали      |             | 2           | 1,63%       |
| укупно: 123 |             |             |             |             |